# Nicole Newnham
Nicole Newnham ist eine US-amerikanische Dokumentarfilmerin, Drehbuchautorin und Filmproduzentin.

## Leben
Nicole Newnham erwarb einen Master of Arts aus dem Documentary Film Program der Stanford University. 2000 produzierte sie zusammen mit dem Pulitzer-Preisträger Brian Lanker den Dokumentarfilm They Drew Fire und arbeitete auch am Buch mit, das im Verlag HarperCollins erschien. Der Film handelte von Kriegsmalern im Zweiten Weltkrieg.
2006 drehte und produzierte sie die beiden Dokumentarfilme The Rape of Europa, der vom NS-Kunstraub während des Zweiten Weltkriegs handelte und Sentenced Home, das von drei Kriegsflüchtigen handelt, die auf Grund eines Vergehens aus den Vereinigten Staaten zurück nach Kambodscha abgeschoben werden. Für beide Filme wurde sie für einen Emmy nominiert. Rape of Europa befand sich auch auf der Oscar-Shortlist, wurde aber schließlich doch nicht nominiert.
2013 folgte The Revolutionary Optismists, für den sie wiederum eine Emmy-Nominierung erhielt. Für den Kurzfilm Collisions, der im Format Virtual Reality entstand, erhielt sie schließlich einen Emmy in der Kategorie Outstanding New Approaches: Documentary.
2020 drehte sie zusammen mit Jim LeBrecht den Dokumentarfilm Sommer der Krüppelbewegung, der mit mehreren Preisen ausgezeichnet wurde und für den sie für die Oscarverleihung 2021 eine Oscar-Nominierung erhielt.

## Filmografie

### Regie und Produktion
- 2020: Sommer der Krüppelbewegung (Crip Camp) (mit James LaBrecht)
- 2013: The Revolutionary Optimists (mit Maren Grainger-Monsen)
- 2006: The Rape of Europa (mit Richard Berge und Bonni Cohen)
- 2006: Sentenced Home (mit David Grabias)
- 2023: The Disappearance of Shere Hite (Dokumentarfilm)

### Produktion
- 2018: Awavena
- 2016: Collisions (VR-Kurzfilm)
- 2005: Strange Days on Planet Earth (eine Folge)
- 2002: National Geographic Special: Skin
- 2000: They Drew Fire
- 2000: Wild on Set (zwei Folgen)